# William Le Lacheur
William Le Lacheur (Guernsey, Islas del Canal, 15 de octubre de 1802 — Londres, 27 de junio de 1863) fue un navegante y comerciante de las islas Anglonormandas, dependientes de la Corona británica.
Le Lacheur jugó un papel preponderante en el desarrollo de la economía de Costa Rica al establecer una ruta directa para el comercio del café desde este país centroamericano hacia Inglaterra en octubre de 1843, permitiendo la inserción de Costa Rica en el mercado mundial. A su vez, fue clave durante la Campaña Nacional de 1856-1857, al poner su flota de barcos a disposición del gobierno nacional para permitir el transporte marítimo del ejército costarricense.
Debido a su participación, su imagen se puede ver en papeletas y sellos postales costarricenses de los siglos XIX y XX.